# Salsjön, Halland
Salsjön är en sjö i Kungsbacka kommun i Halland och ingår i Kungsbackaåns huvudavrinningsområde. Sjön är 7 meter djup, har en yta på 0,037 kvadratkilometer och befinner sig 123 meter över havet.